# 엘리슨 오니즈카

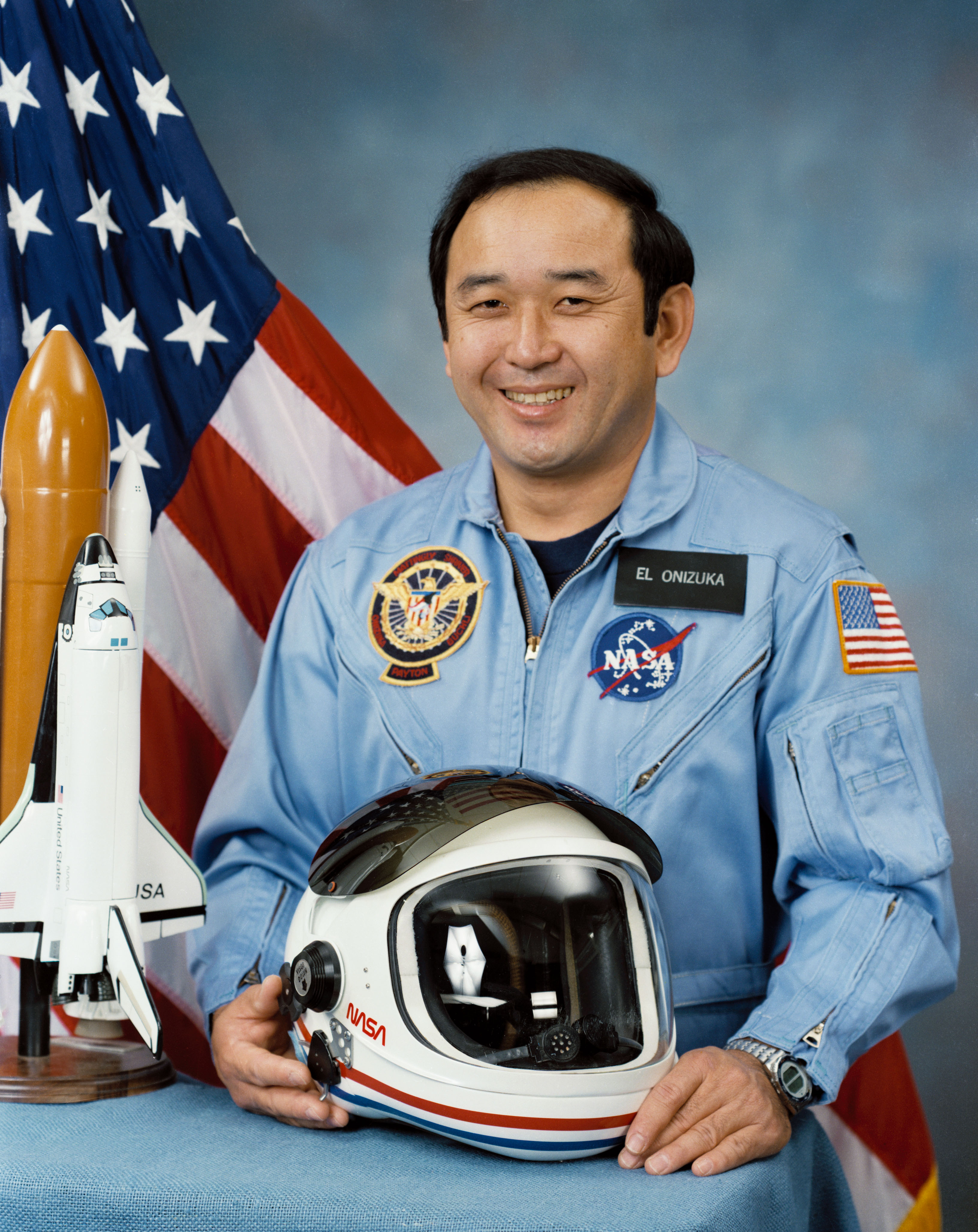
엘리슨 오니즈카

엘리슨 오니즈카(Elison Shoji Onizuka, 鬼塚承次, 1946년 6월 24일 ~ 1986년 1월 28일)는 미국의 우주 비행사이자 군인이다.
하와이주에서 일본계 2세로 태어났으며, 콜로라도 대학교를 졸업한 후 1970년에 미국 공군에 입대하였다. 그는 1978년에 우주 비행사로 뽑혔으며, 1985년 1월 24일에 STS-51-C 디스커버리 미션을 수행하여 미국 최초로 아시아계 우주인이 되었다. 하지만, 이듬해인 1986년 1월 28일, STS-51-L 미션에 우주왕복선 전문 엔지니어로 챌린저 우주왕복선에 탑승했으나 폭발 사고로 사망했다.